# نهر نكام
نهر نكام (بالإنجليزية: Nkam River)، هو نهر ينبع من الهضبة الغربية المرتفعة في الكاميرون بالقارة الإفريقية، ونكام هي إحدى مقاطعات المناطق الساحلية في الكاميرون.

## الوصف

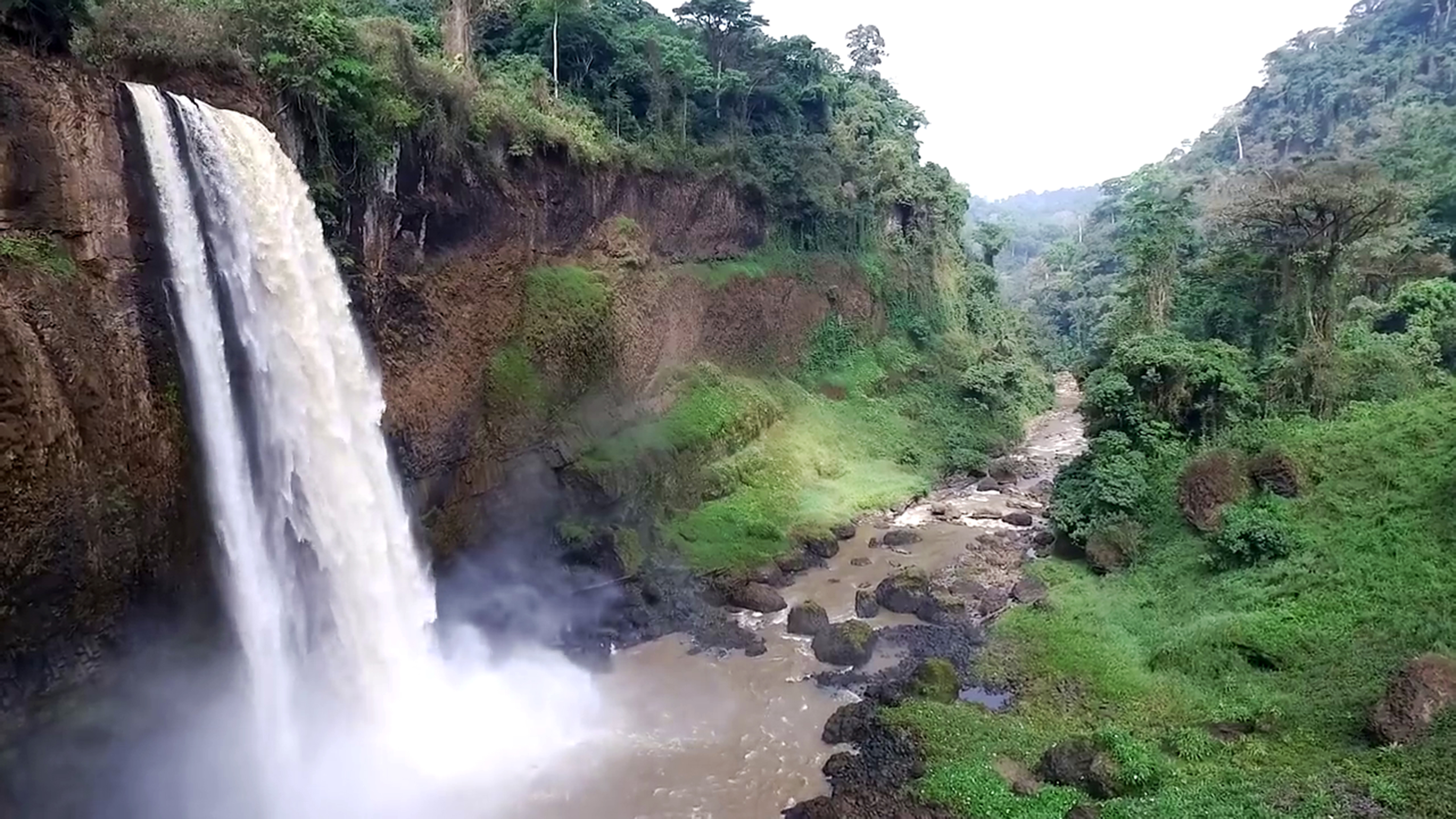
شلالات ومزالق ديكوم

ينضم نهر نكام إلى نهر ماكومبي ليصبح نهر ووري الذي يبلغ طوله حوالي 160 كم، ليصل إلى مدينة دوالا التي تعد عاصمة الكاميرون الاقتصادية وأكبر مدن البلاد.

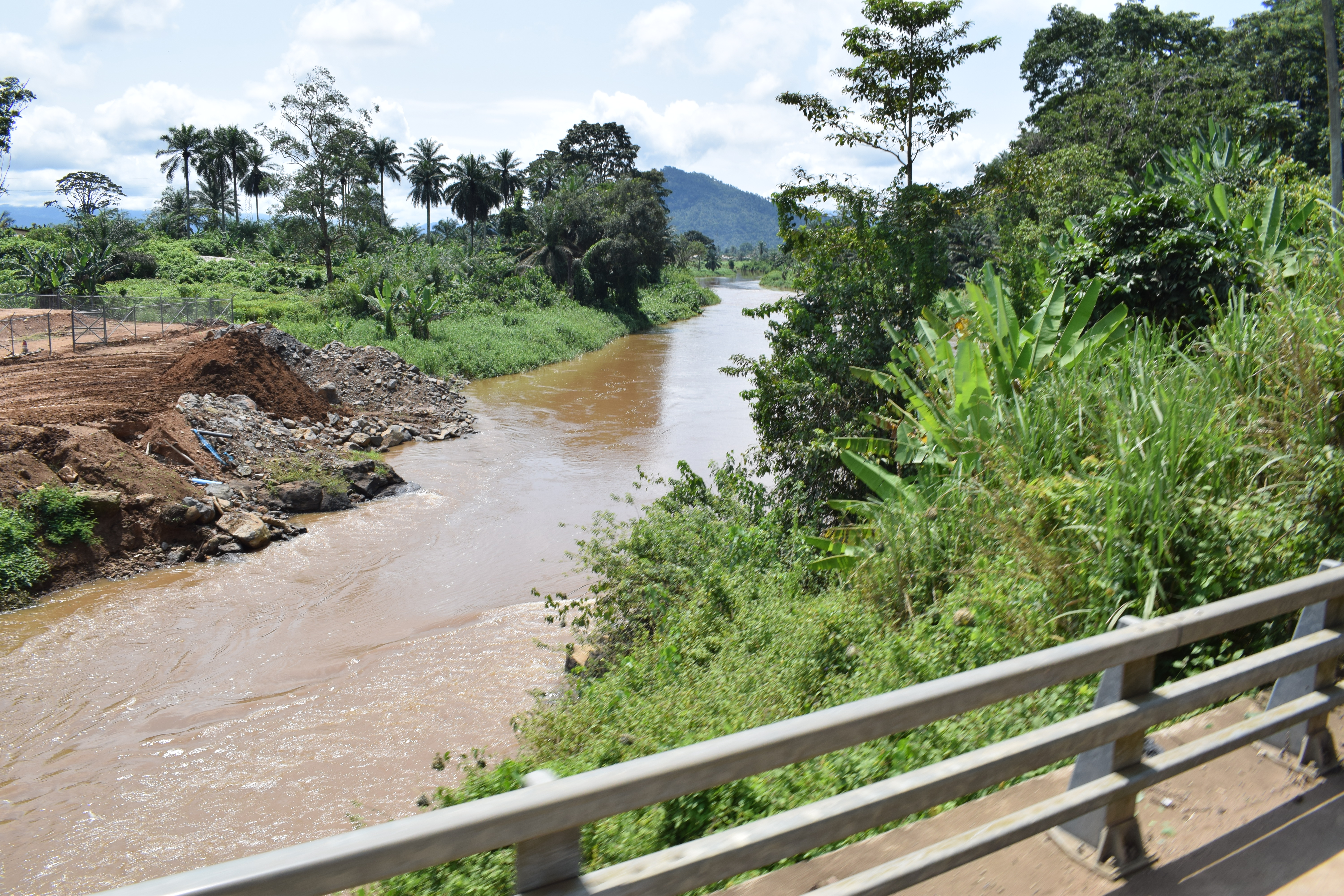
نهر نكام

ينبع من نهر نكام، شلالات إيكوم نكام التي يبلغ ارتفاعها 80 مترًا وبعمق 40 مترًا، وتقع على بعد حوالي 30 كيلومترًا من مدينة بافانغ في الكاميرون، وتعرف بشلالات ومزالق ديكوم، وتضم مناطق متنزهات ومناظر طبيعية خلابة، محاطة بالنباتات وغابات كثيفة، وتحوي حيوانات من الشمبانزي والقرود والقنافذ، وأشجار الباوباب وأشجار إيروكو وأشجار النخيل الزيتية.

## التنوع الحيوي
إلى الجنوب من مدينة ديشانج، تقع محمية سانتشو فاونال إلى الشرق من نهر نكام.
توفر الفيضانات السنوية في وادي النهر الملايين من صغار سمك السلور. ويتم صيدها للاستهلاك الفوري، أو لإعادة تخزين الأحواض المستخدمة لتربية الأحياء المائية. 